# گلن اچ. تیلور
گلن اچ. تیلور (به انگلیسی: Glen H. Taylor) سناتور سابق عضو حزب دموکرات ایالات متحده آمریکا بود. وی در سال ۱۹۴۵ تا ۱۹۵۱ میلادی سناتور ایالت آیداهو در سنای ایالات متحده آمریکا بود.